# Аскос
Аскос (грец. ἀσκός) — давньогрецька пласка посудина округлої форми з ручкою на носику. Аскос виготовлялися із глини і прикрашали фігурним розписом як вази. Аскос застосовували для зберігання мастил і заправки олійних ламп. Відомі форми аскоса з двома носиками.
Відомим є аскос із Апуліана в Каносі, міста на півночі Італії. Тут розвинулась школа гончарів та вазописців, які спеціалізувались на виготовленні поховальних посудин. Їх аскоси сягали висоти до 1 м і прикрашались яскравим вазописом. В музеї Лувр (Париж) зберігається теракотовий аскос висотою 76,5 см, датований IV–III століттям до н. е.

## Галерея

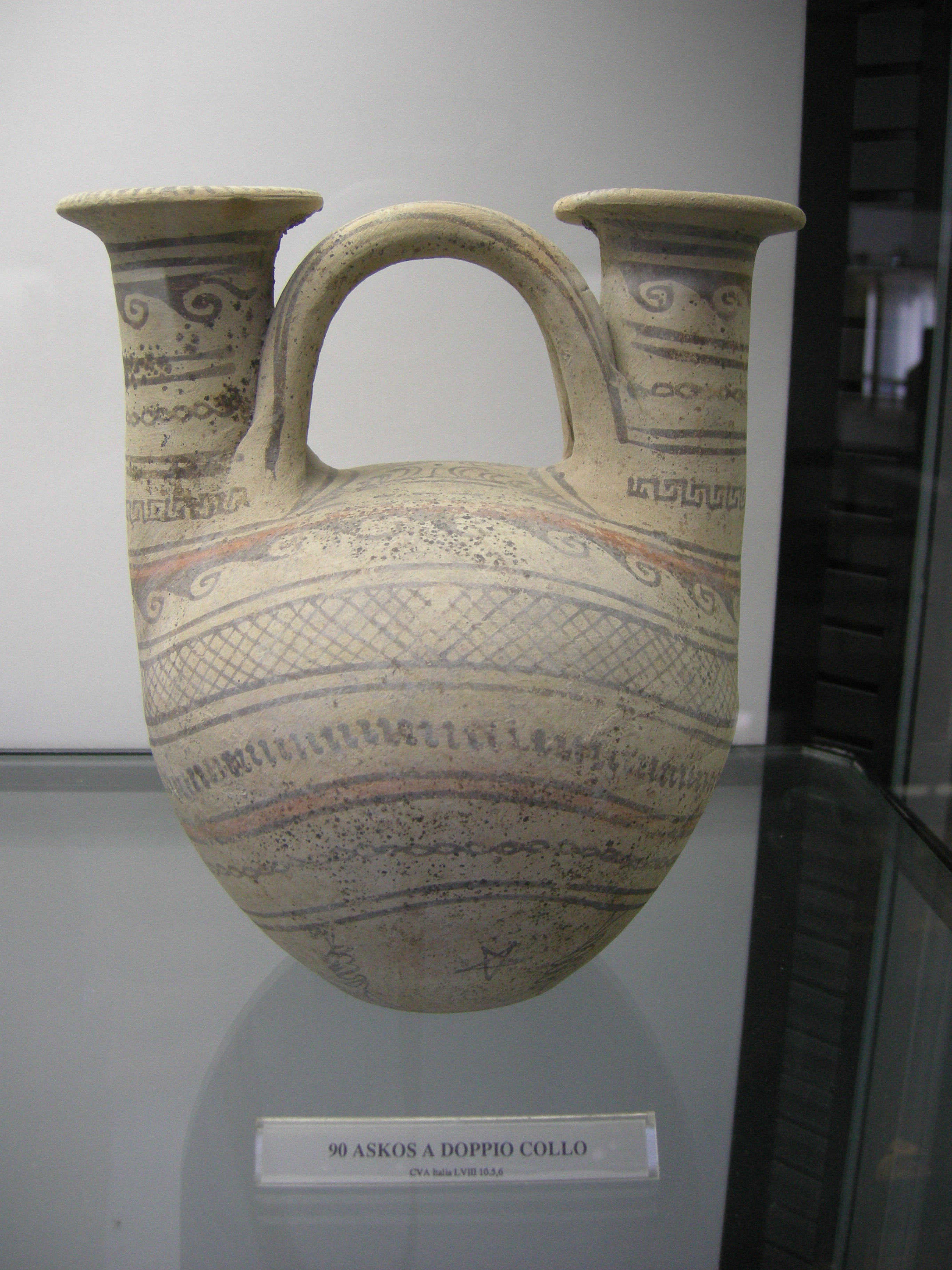
Аскос
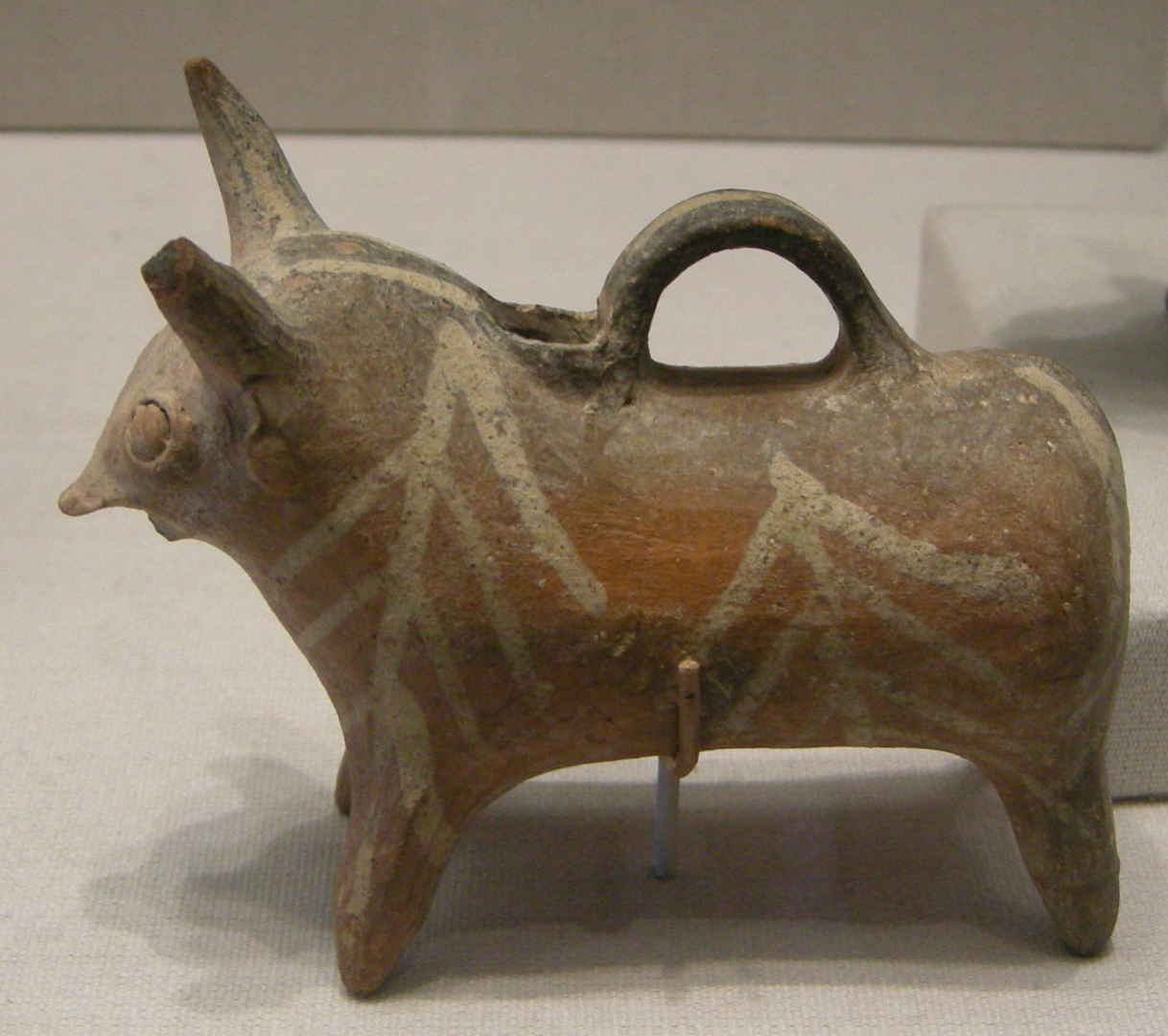
Аскос у вигляді бика, Кіпр, 1400–1230 рр. до н.е.
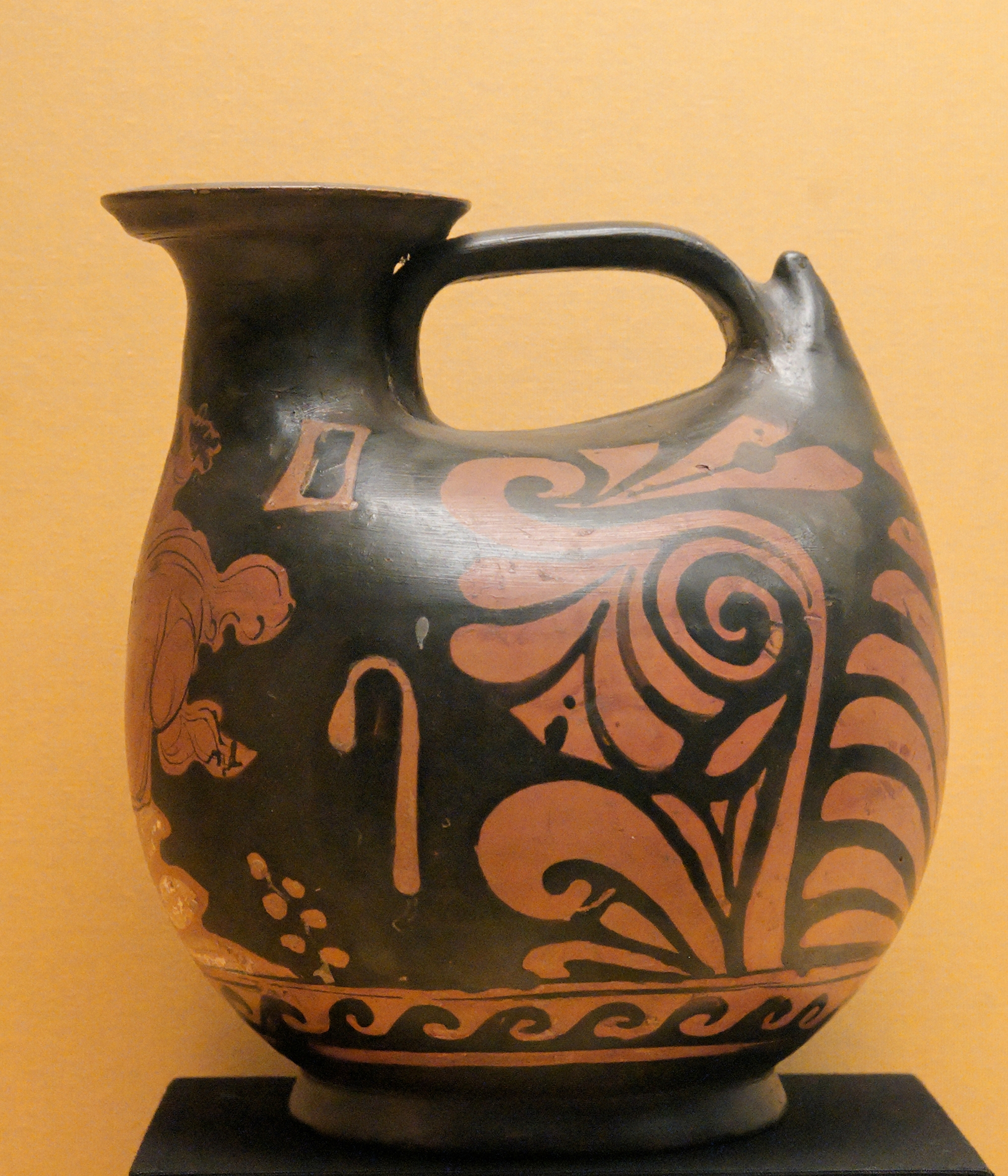
Аскос, червонофігурний вазопис, Апулія, до 300 р. до н.е., Національний археологічний музей Іспанії.
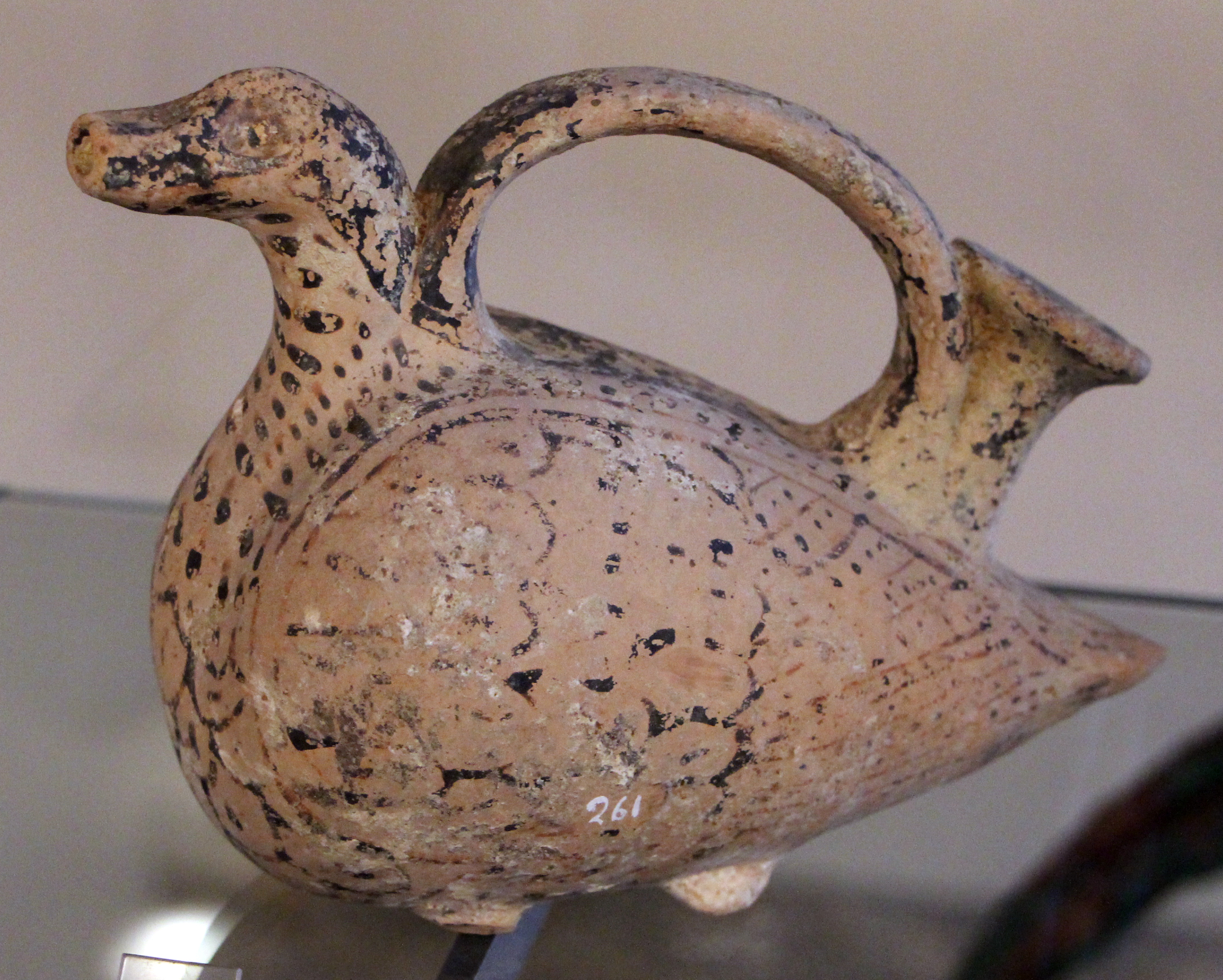
Аскос у вигляді качки,  310–290 рр. до н.е.
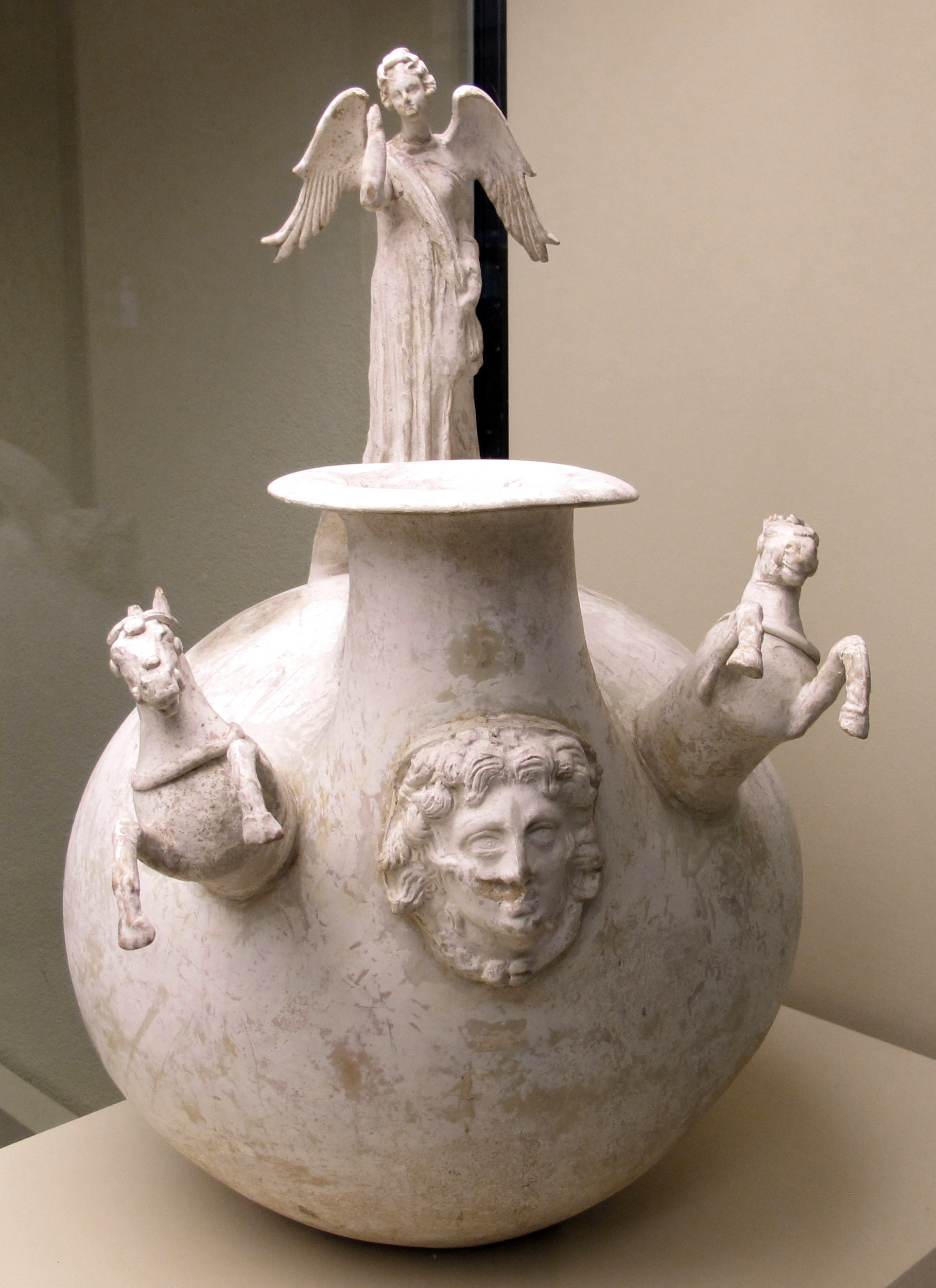
Аскос з фігурою богині Перемоги і конями, 3 ст.до н.е., Женевський музей мистецтва і історії